# Die Versuchung des Heiligen Antonius (Michelangelo)
Die Versuchung des Heiligen Antonius ist das früheste bekannte Bildwerk von Michelangelo. Er malte dieses Tafelbild 1487 oder 1488 nach dem Vorbild eines Kupferstiches von Martin Schongauer im Alter von 12 oder 13 Jahren. Das Werk befindet sich im Kimbell Art Museum in Fort Worth, Texas. Es ist eines von nur vier bekannten Tafelbildern des Künstlers.

## Bildbeschreibung
Das Bild zeigt eine im Mittelalter sehr verbreitete Heiligenlegende, wie sie in der Legenda Aurea beschrieben wird. Eine Gruppe fratzenhafter Ungeheuer hat den Hl. Antonius in ihren Fängen und schwebt mit ihm durch die Luft. Die Dämonen peinigen den Heiligen, der diese Tortur jedoch duldsam erträgt. Im Vergleich zum Originalstich Schongauers fügte Michelangelo der Darstellung eine Flusslandschaft mit Gebirge hinzu; bei Schongauer ist die Erde nur durch einen Felsen angedeutet.
Die Komposition erinnert im Ganzen an die flämische Malerei wie die eines Hieronymus Bosch.

## Zuschreibung

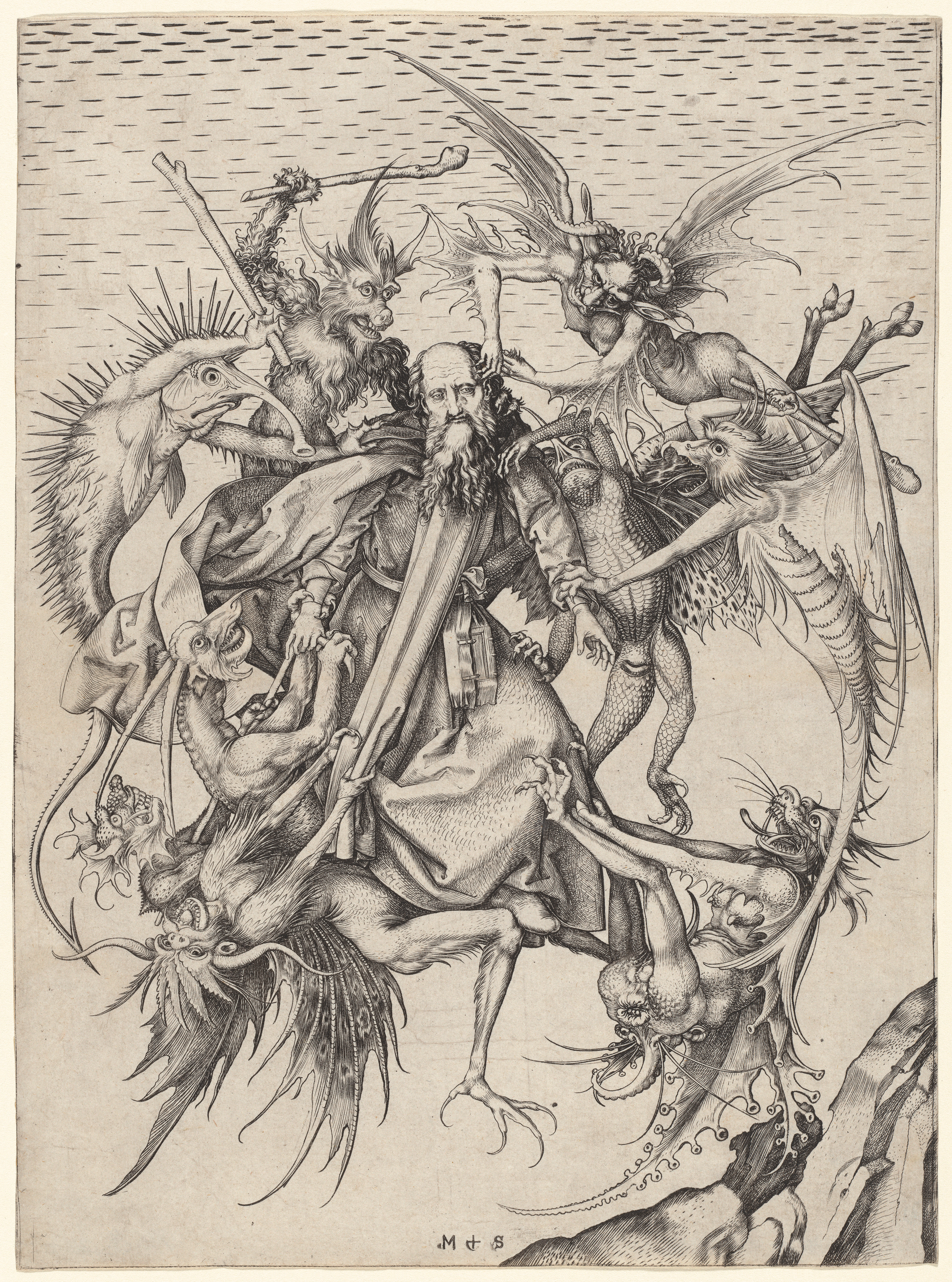
Martin Schongauer: Die Versuchung des Hl. Antonius; 1470–75

Die Urheberschaft des Gemäldes ist seit viereinhalb Jahrhunderten Gegenstand von Debatten unter Gelehrten gewesen. Lange wurde das Bild der Werkstatt von Domenico Ghirlandaio zugeschrieben bei dem Michelangelo ab seinem 14. Lebensjahr als Lehrjunge arbeitete. Unter dieser Zuschreibung wurde es im Juli 2008 bei Sotheby’s für 2.000.000 $ von einem amerikanischen Kunsthändler erworben. Im Zuge einer Reinigung und Restaurierung des Gemäldes im Metropolitan Museum of Art in New York City wurden nachträgliche Übermalungen, alter Firnis und Schmutz entfernt. Es folgte eine gemäldetechnologische Untersuchung und Begutachtung mit dem Ergebnis, dass die Maltechnik der Michelangelos entspricht. Des Weiteren belegt das Bild die von Condivi und Vasari kolportierte Anekdote, dass Buonarotti eine Kopie des Schongauer-Stichs anfertigte.

„Michelangelo zeichnete sie [die Darstellung] mit der Feder nach in einer Art, wie man es vorher nicht gesehen hatte, und malte sie auch mit Farben aus. Zu diesem Zwecke kaufte er, um einige seltsame Formen von Teufeln besser zu treffen, Fische mit eigenartigen farbigen Schuppen. Dabei zeigte er ein so bedeutsames Können, dass er sich Namen und Achtung erwarb.“

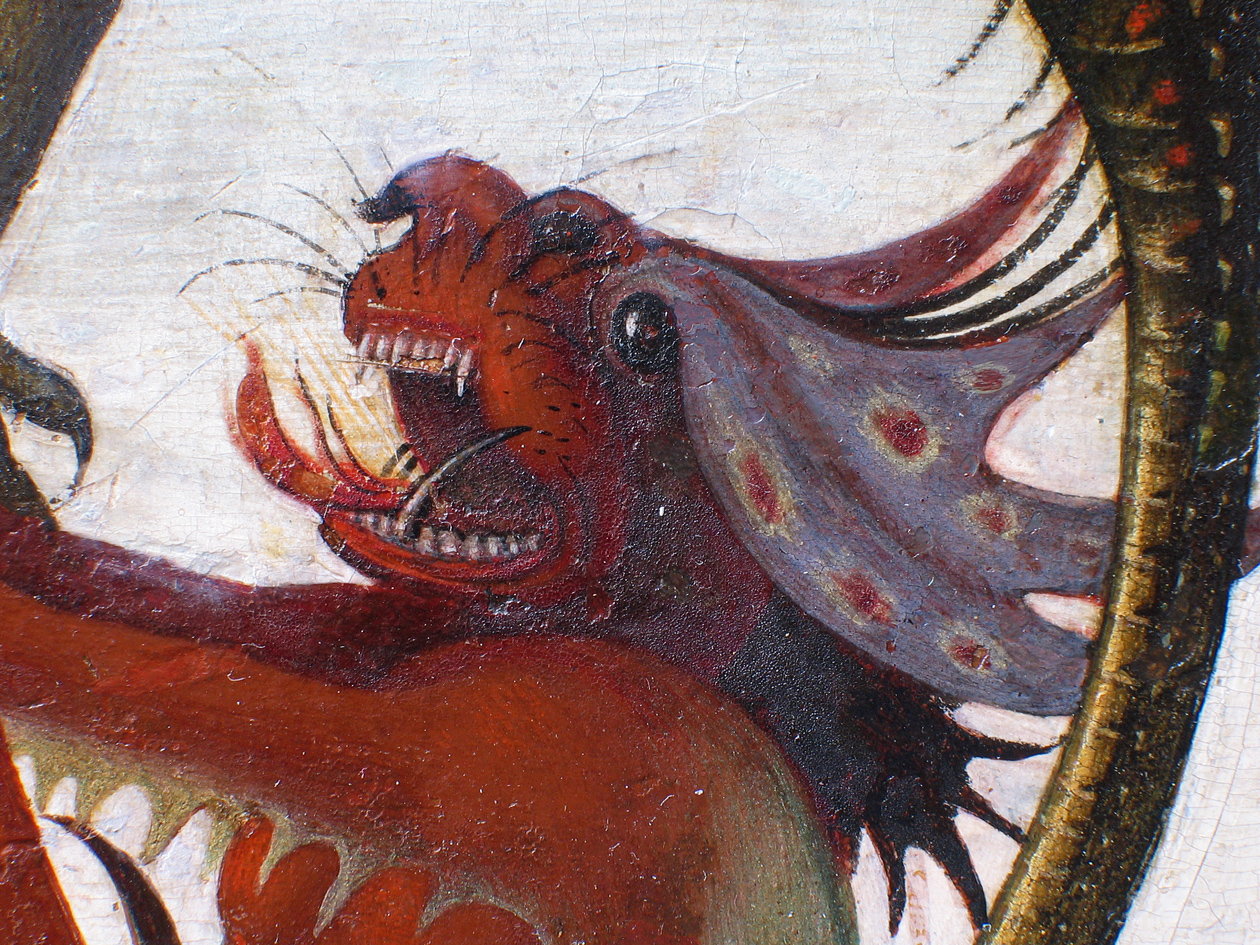
Detail

Das Bild bietet einige weitere typische Merkmale des Œuvres Michelangelos: höchste Einbildungskraft gepaart mit minutiösem Studium der Natur. Diese Formel wurde schnell zum Markenzeichen Michelangelos.
Neben anderen Werken veranlasste gerade dieses Bild Meister Ghirlandaio Michelangelos Fortschritte bedenklich zu finden. Er erkannte, dass sein Schüler ihn überflügeln werde. Ghirlandaio verweigerte daraufhin Michelangelo sein Skizzenbuch einzusehen, aus dem die Lehrjungen traditionell Stil und Technik des Meisters erlernten. Die Ausbildung in Ghirlandaios Werkstatt wurde noch vor Ablauf der üblichen drei Jahre beendet.

## Trivia
In der Krimi-Fernsehserie „High Potential“ (Staffel 1, Ep. 2) ist das Bild auf dem Handydisplay eines Opfers zu sehen und hilft so als Indiz bei den Ermittlungsarbeiten.